# Pokémon il film - Mewtwo contro Mew
Pokémon il film - Mewtwo contro Mew (劇場版ポケットモンスター ミュウツーの逆襲?, Gekijōban Poketto Monsutā Myūtsū no gyakushū, lett. "Pocket Monsters il film - Il contrattacco di Mewtwo") è un film d'animazione giapponese del 1998 diretto da Kunihiko Yuyama.
Si tratta del primo film ispirato alla serie animata Pokémon, prodotto in Giappone dove è stato distribuito a partire dal 18 luglio 1998. Negli Stati Uniti e in Italia è stato proiettato rispettivamente il 10 novembre 1999 e 20 aprile 2000. Nel 2013 è stata trasmessa la versione HD del lungometraggio.
In Europa, nelle sale cinematografiche e in home video, è stato trasmesso, insieme al film, un cortometraggio che ha come protagonista il Pokémon Pikachu il cui nome è Le vacanze di Pikachu.
In Giappone, il film è stato preceduto dal prologo La storia sull'origine di Mewtwo che tratta della nascita in laboratorio di Mewtwo.
Nel 2019 è uscito un remake del film, denominato Pokémon: Mewtwo colpisce ancora - L'evoluzione.

## Trama
Un gruppo di ricercatori impegnato in una spedizione nella giungla alla ricerca di Mew, un Pokémon misterioso dai poteri eccezionali considerato estinto da tempo, ignora il fatto che questo li stia seguendo incuriosito.
Giunti presso un antico santuario dedicato a Mew, gli scienziati rinvengono un reperto fossile appartenente al Pokémon; essi sperano che il fossile contenga abbastanza materiale genetico da consentire la clonazione. È Giovanni, uomo a capo dell'associazione criminale Team Rocket, a finanziare la ricerca, con lo scopo di ottenere il Pokémon più potente al mondo.
Alla fine, gli scienziati, guidati dal Dr. Fuji, ottengono un Pokémon vivente, a cui danno il nome di Mewtwo.
Il Pokémon tuttavia è restio e non vuole diventare una cavia da laboratorio, per questo motivo decide di distruggere il laboratorio usando i suoi poteri psichici. Successivamente Mewtwo stringe un'alleanza con Giovanni, che lo aiuta a sfruttare al massimo le sue capacità. Tuttavia, l'uomo tenta di ingannarlo, usandolo per i suoi scopi malvagi. Dopo aver scoperto la verità il Pokémon decide di ribellarsi e fugge via, una volta giunto alla conclusione che gli esseri umani siano malvagi e che sfruttino i Pokémon come loro schiavi, decide quindi di scoprire chi è veramente spazzando via chiunque lo ostacolerà sul suo cammino.
Nel frattempo Ash Ketchum, Brock e Misty ricevono, data la loro straordinaria abilità di allenatori, l'invito a partecipare a un raduno che si terrà in giornata al palazzo di New Island, sede del maestro di Pokémon più forte del mondo. Costui, in realtà, altri non è che Mewtwo stesso, che ha rapito un'Infermiera Joy del Centro Pokémon e l'ha trasformata in sua schiava. Dopo essersi accertato che tutti i più forti allenatori abbiano accettato l'invito, Mewtwo scatena una violenta tempesta per mettere alla prova i suoi ospiti ed i loro Pokémon.
Ciò causa anche il risveglio di Mew, assopito sul fondo di una pozza d'acqua nella giungla, che accorre quindi nei pressi di New Island.
Giunti al porto presso cui sarebbe salpato il traghetto per New Island, gli allenatori presenti scoprono con delusione che questo è stato cancellato.
L'Agente Jenny, accompagnata da una misteriosa donna di nome Miranda, spiega loro che le autorità temono la più forte tempesta della storia, e che questo evento era stato profetizzato nell'antichità: secondo la leggenda, tutto il mondo sarebbe stato distrutto dalla perturbazione, lasciando sopravvissuti solo pochi Pokémon, le cui lacrime avrebbero in qualche modo riportato in vita gli allenatori.
Nonostante gli avvertimenti, Ash e i suoi amici riescono comunque ad attraversare la tempesta e raggiungere l'isola, insieme ad altri tre allenatori presenti al porto.
Qui Mewtwo si rivela dichiarando di voler usare la tempesta per spazzare via non solo gli umani, che egli ritiene pericolosi e inaffidabili, ma anche i loro Pokémon, in quanto hanno disonorato loro stessi servendo i loro allenatori.
Dopo un breve incontro, Mewtwo, che vince facilmente la sfida grazie ai suoi Pokémon clonati e altamente potenziati, ruba tutti i Pokémon degli allenatori, con lo scopo di clonarli e di creare un esercito che andrà a popolare il mondo, una volta che la tempesta avrà sconvolto il pianeta.
Terminata la clonazione, Ash cerca di affrontare Mewtwo per impedire il suo malvagio proposito, ma invano.
Sopraggiunge a questo punto Mew che, dopo aver salvato Ash, scaraventato lontano da un attacco psichico di Mewtwo, ingaggia con quest'ultimo uno scontro all'ultimo colpo. Insieme a loro, anche tutti gli altri Pokémon ingaggiano una spietata lotta contro i loro cloni, l'obiettivo sarebbe quello di dimostrare la supremazia dei cloni sugli altri Pokémon. Purtroppo dopo poco tempo la lotta diventa un massacro, infatti sia i Pokémon che i cloni stanno soffrendo ma senza segno di volersi fermare, gli allenatori osservano impotenti la terribile scena, ma senza poter fare niente per fermare la follia.
Alla fine, i Pokémon e i cloni, stremati, distrutti ed esausti, crollano a terra privi di forze; solo Mew e Mewtwo continuano la propria battaglia al massimo delle forze, senza dare segni di cedimento.
A quel punto Ash, cercando di fermare la guerra tra i due Pokémon, viene colpito a morte dagli attacchi dei due, trasformandosi in una statua di pietra senza vita.
Pikachu tenta di rianimare il suo allenatore con delle scariche elettriche, ma invano. A quel punto Pikachu comincia a piangere, e poco dopo tutti i Pokémon e i cloni presenti iniziano anch'essi a piangere, toccati e sofferenti per aver capito quanto inutile sia stato il loro scontro, e le loro lacrime riportano in vita Ash, proprio come nella leggenda raccontata da Miranda.
Vedendo tutto ciò Mewtwo comprende che non esistono solamente uomini malvagi nel mondo e decide di allontanarsi, in compagnia di Mew e dei suoi Pokémon. Il Pokémon leggendario cancella così una parte della memoria agli allenatori presenti facendogli dimenticare gli eventi appena passati. E così tutti gli allenatori si ritrovano al porto mentre la tempesta imperversa, senza tuttavia ricordare esattamente perché si trovano lì, poco dopo, però, la tempesta si placa.
Ash, Misty e Brock escono ad ammirare il cielo che si sta rischiarando; tra le nuvole, Ash vede per poco Mew, che però scambia, erroneamente, per il Pokémon leggendario Ho-Oh che incontrò all'inizio del suo viaggio di allenatore. Misty e Brock, tuttavia, confessano di non aver visto assolutamente nulla, Ash allora dice che forse un giorno rivedrà quel Pokémon, e così il loro viaggio continua.

## Colonna sonora
Nel 1999 venne messa in vendita la colonna sonora ufficiale del film, composta da 16 tracce:
1. Billy Crawford – Pokémon Theme – 3:22
2. M2M – Don't Say You Love Me – 3:47
3. Ashley Ballard ft. So Plush – It Was You – 4:18
4. Christina Aguilera – We're A Miracle – 4:12
5. Britney Spears – Soda Pop – 3:23
6. *N Sync – Somewhere Someday – 4:08
7. B*Witched – Get Happy – 3:06
8. Emma Bunton – (Hey You) Free Up Your Mind – 3:24
9. 98 Degrees – Fly With Me – 3:52
10. Mandah – Lullaby – 4:01
11. Vitamin C – Vacation – 3:20
12. Billie – Makin' My Way (Any Way That I Can) – 4:25
13. Angela Via – Catch Me If You Can – 3:28
14. Aaron Carter – (Have Some) Fun With The Funk – 3:35
15. Midnight Sons – If Only Tears Could Bring You Back – 4:03
16. Blessid Union of Souls – Brother, My Brother – 3:47

Durata totale: 60:11

## Distribuzione
Mewtwo colpisce ancora è stato proiettato al cinema a partire dal 18 luglio 1998 in Giappone. In Italia è uscito nelle sale il 20 aprile 2000, distribuito dalla Filmauro.
Il film è stato successivamente reso disponibile per il mercato home video in VHS e DVD. In Italia è stato commercializzato a partire dal 6 ottobre 2000 dalla Warner Home Video.

## Accoglienza

### Incassi
Il film ha incassato 85744662 $ negli Stati Uniti, 4734195 € in Italia ed internazionalmente 163 644 662 $.